# David Breitinger (Mathematiker)

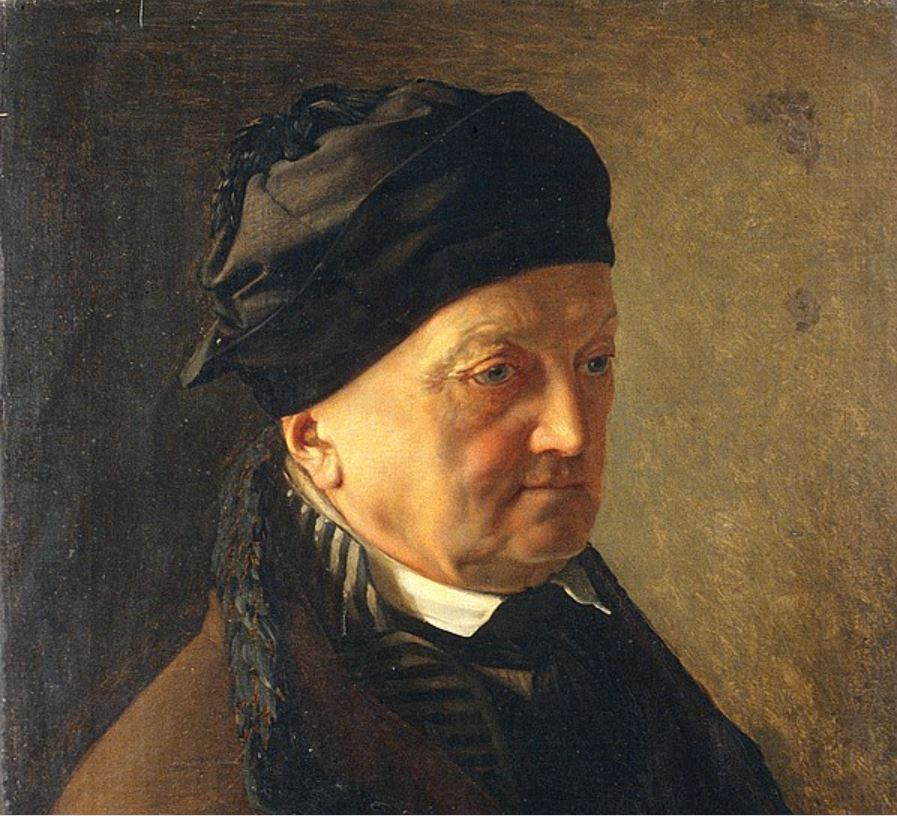
David Breitinger um 1800 von Jacob Merz

David Breitinger (* 17. November 1737 in Schönholzerswilen; im Kanton Thurgau, in der Schweiz; † 30. Januar 1817 in Zürich) war ein Schweizer Theologe, Mathematiker und Hochschullehrer.

## Leben
David Breitinger wuchs als Sohn des Hans Konrad Breitingers (1678–1748), Pfarrer in Neukirch (ab 1710) und Schönholzerswilen (ab 1718), und der Anna Margaretha Daller (1704–1752) auf.
Er besuchte das Carolinum in Zürich, war Schüler von Johannes Gessner und schloss das Theologiestudium 1759 ab.
In Genf und Paris studierte er Mathematik und Naturgeschichte und unterrichtete diese Fächer in der 1773 neu errichteten Kunstschule in Zürich. Mit Privatvorlesungen förderte er die systematische Vermittlung von physikalischem und chemischen Wissen auf wissenschaftlicher Basis. Er gilt als einer der Wegbereiter bei der Gründung der Universität Zürich.
Breitingers Rechenbüchlein «Erste Anfangsgründe der Rechenkunst und der Geometrie» von 1773 wurde vielfach nachgedruckt. Er war mit seinen Bemühungen zur Einführung von Blitzableitern von 1788 in Zürich erfolgreich.
Er war Mitgründer und Förderer der Töchterschule und langjähriges Mitglied der Naturforschenden Gesellschaft in Zürich, wo er Vorträge zu naturwissenschaftlichen Themen hielt und eine physikalische Instrumentensammlung anlegte. Er baute einen der ersten Aerostaten der Schweiz und liess ihn am 10. Mai 1785 beim Schützenplatz in Zürich vor zahlreichem Publikum aufsteigen.
1761 heiratete er Esther Lavater (1736–1775), die Tochter des Pfarrers Johann Rudolf Lavater. Ihre Söhne sind der Instrumentenbauer, Oberst und Grossrat David Breitinger und der Pfarrer Johann Heinrich Breitinger.

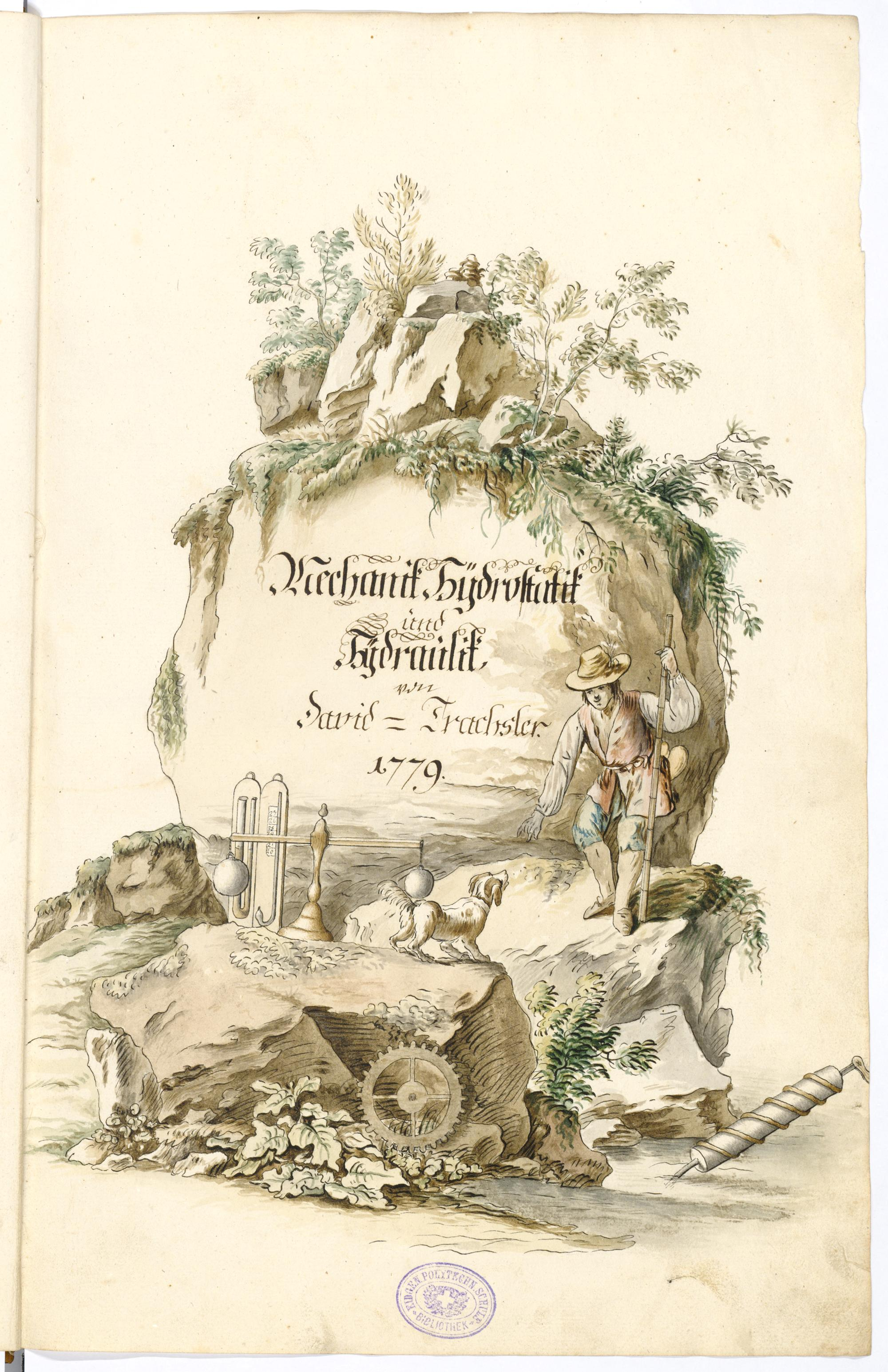
David Breitinger: Mechanik, Hydrostatik und Hydraulik

## Schriften
- Erste Anfangsgründe der Rechenkunst und der Geometrie: für die Real-Schulen. Drucker David Bürkli (1735–1791).
- Mechanik, Hydrostatik und Hydraulik, Vorlesung von David Breitinger vorgetragen 1779, Vorlesungsnachschrift, ausgearbeitet von David Trachsler.
- Nachricht von dem Einschlagen des Blitzes in einen Wetterableiter: nebst Berichtigung einiger Begriffen über die Wirkung der Ableiter. Orell, Gessner, Füssli und Compagnie, Zürich 1786.
- Mechanik. Vorlesung von David Breitinger, Lehrer an der Kunstschule Zürich, vorgetragen 1804. Vorlesungsnachschrift, ausgearbeitet von Johannes Hottinger von Hirslanden. Text mit Federzeichnungen.